# Hosur.N, Manvi
Hosur.N là một làng thuộc tehsil Manvi, huyện Raichur, bang Karnataka, Ấn Độ.